# ESP32
ESP32:是一系列低成本，低功耗的单片机微控制器，集成了Wi-Fi和双模蓝牙。 ESP32系列采用Tensilica Xtensa LX6双核和单核微处理器，内置无线开关，RF换衡器，功率放大器，低噪声接收放大器，滤波器和电源管理模块。 
ESP32由总部位于上海的中国公司乐鑫开发，由台积电采用40纳米製程生产。它是ESP8266微控制器的后继版本。

## 特性
ESP32具有以下特性：
- 处理器：
  - CPU: Xtensa 双核 (或单核) 32位 LX6 微处理器, 时钟速度 160/240 MHz, 算力高达 600 DMIPS
- 存储：
  - 448 KB ROM (64KB+384KB)， 520 KB SRAM
- 无线连接:
  - Wi-Fi: 802.11 b/g/n
  - 蓝牙: v4.2 BR/EDR 和 BLE (和Wi-Fi共用射频模块)
- 外设接口:
  - 34个可编程 GPIOs
  - 12位SAR ADC，高达18个通道
  - 2个8位 DAC
  - 10个触摸传感器(电容式感应 GPIOs)
  - 4 × SPI
  - 2 × I²S 接口
  - 2 × I²C 接口
  - 3 × UART
  - SD/SDIO/CE-ATA/MMC/eMMC 主控制器
  - SDIO/SPI 从控制器
  - 具有专用DMA和计划支持 IEEE精准时间协议[4] 的以太网接口。
  - 控制器區域網路 2.0
  - 红外控制器 (TX/RX, 多达8通道)
  - 脉冲计数器 (支持 全正交 解码)
  - 电机 PWM
  - LED PWM (多达16通道)
  - 超低功耗模拟前置放大器
- 安全特性:
  - 支持全部 IEEE 802.11 标准安全功能，包括 WPA, WPA2, WPA3（取决于版本）[5] 以及 无线局域网鉴别与保密基础结构 (WAPI)
  - 安全启动
  - ROM加密
  - 1024位 OTP
  - 硬件加密加速: AES, SHA-2, RSA, ECC, 随机数生成 (RNG)
- 电源管理:
  - 内部 低压差稳压器
  - RTC独立电源域
  - 5 μA 深度睡眠电流
  - 从GPIO中断, 定时器, ADC , 电容式触摸传感器中断唤醒

### 內建儲存
ESP32 包括以下整合式記憶體：
| 記憶體 | 大小      |
| ------ | --------- |
| SRAM   | 520 KiBit |
| 閃存   | 448 KiBit |
| NVRAM  | 16 KiBit  |

## ESP32-xx系列
自最初的ESP32版本发布之后，乐鑫推出了许多ESP32的不同版本，它们一起构成了ESP32系列，这些芯片有不同的CPU和功能，但使用相同的SDK(ESP-IDF),很大程度上代码是兼容的。

### ESP32
- Xtensa® 单核/多核 32位 LX6 微处理器
- 34 × GPIO
- 12位 SAR ADC，多达18个通道
- 2 x 8位 DAC

### ESP32-S2
- 单核 Xtensa® LX7 微处理器, 高达 240 MHz[7]
- 320 KiB SRAM, 128 KiB ROM, 16 KiB RTC SRAM
- WiFi 2.4 GHz (IEEE 802.11b/g/n)[8]
- 不支持蓝牙
- 43 个 可编程GPIO[8]
- 2 个 13位 SAR ADC, 多达 20个通道
- USB OTG

### ESP32-C3

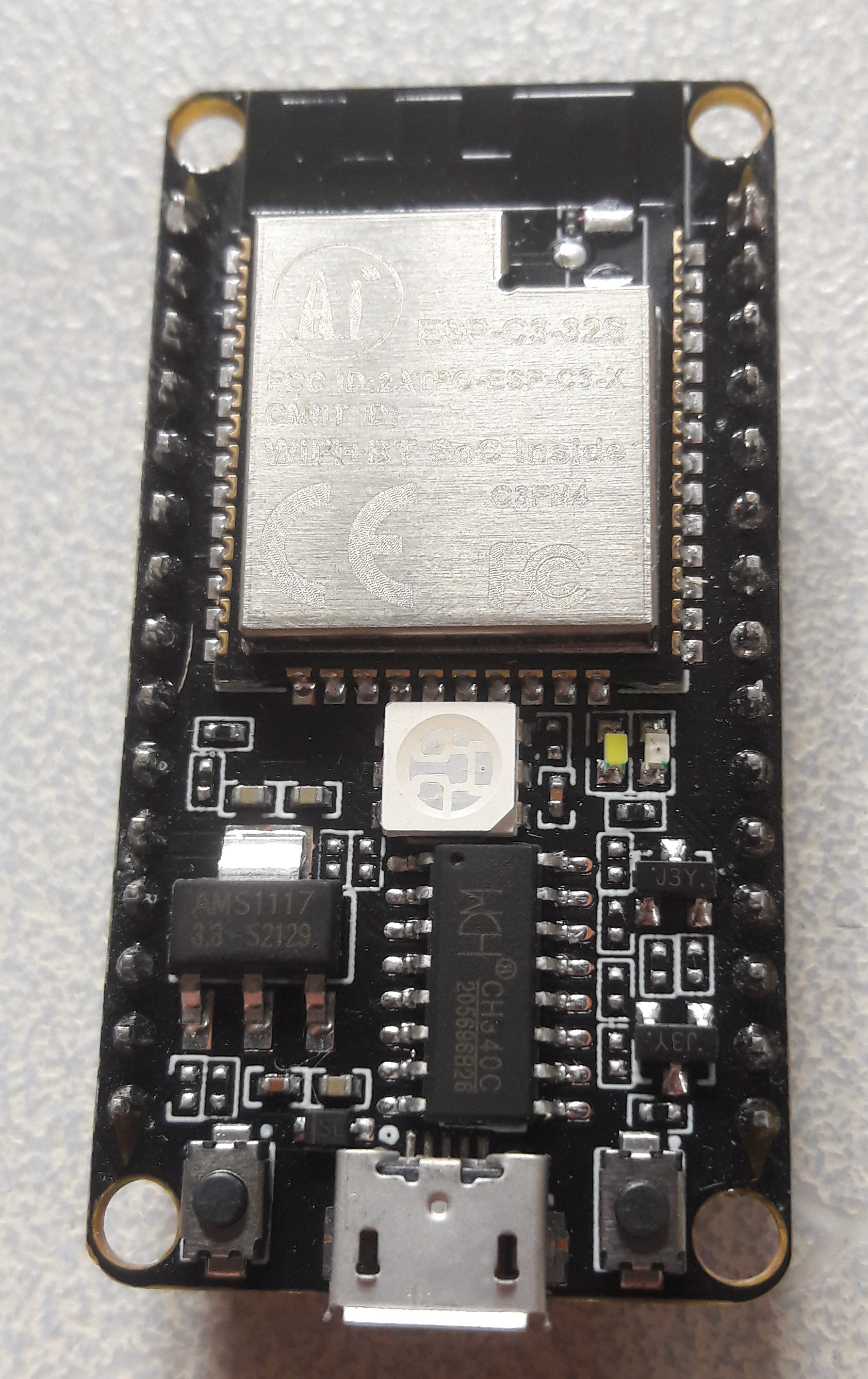
NodeMCU 开发板，核心为 ESP32-C3-32S

- 单核32位 RISC-V 微处理器, 高达 160 MHz[9]
- 400 KiB SRAM, 384 KiB ROM, 8 KiB RTC SRAM
- WiFi 2.4 GHz (IEEE 802.11b/g/n)[10]
- Bluetooth 5.0 (低功耗蓝牙)[10]
- 22 个 可编程GPIO
- 2 个 12位ADC
- 和ESP8266 引脚兼容

### ESP32-S3
- 双核 Xtensa® LX7 微处理器, 高达 240 MHz,[11] 支持 单精度 浮点处理器
  - 支持用于机器学习加速的扩展指令集
- 512 KiB SRAM, 384 KiB ROM, 16 KiB RTC SRAM
- 支持在SPI总线上外置PSRAM和Flash ，使用同一个32MiB地址空间
- 超低功耗 RISC-V (RV32IMC) 协处理器
- 超低功耗 有限状态机 协处理器
- WiFi 2.4 GHz (IEEE 802.11 b/g/n)[12]
- Bluetooth 5.0 (低功耗蓝牙)
- 44 个 可编程GPIO
- 2 个 12位 SAR ADC, 多达 20 个通道
- USB OTG

### ESP32-C6
- 高性能 32位 RISC-V 处理器, 高达 160 MHz,[13] implementing RV32IMAC
- Low Power 32-bit RISC-V CPU, up to 20 MHz
- 512 KiB SRAM ， 320 KiB ROM
- IEEE 802.11ax (Wi-Fi 6)  2.4 GHz, 在11ax模式下支持 20 MHz 带宽, 在11bgn模式下支持20， 40 MHz 带宽
- IEEE 802.15.4-2015 compliant (Thread 1.3 + Zigbee 3.0)
- Bluetooth 5.3 (低功耗蓝牙)
- 30 (QFN40封装下) / 22 (QFN32封装下) 可编程 GPIO

### ESP32-H2
- 单核 32位 RISC-V 处理器, 高达 96 MHz
- 320KB SRAM(TCM), 16KB Cache, 128K ROM(TCM), 4KB LP Memory, 2 MB or 4 MB in-package Flash
- IEEE 802.15.4 (Thread 1.3 + Zigbee 3.0)
- Bluetooth 5.3 (低功耗蓝牙)
- 19 个 可编程GPIO[14]